# Pachycephala inornata
A Pachycephala inornata a madarak osztályának verébalakúak (Passeriformes) rendjébe és a légyvadászfélék (Pachycephalidae) családjába tartozó faj.

## Rendszerezése
A fajt John Gould angol ornitológus írta le 1841-ben.

## Előfordulása
Ausztrália déli részén honos. Természetes élőhelyei a szubtrópusi és trópusi lombhullató erdők, szavannák és cserjések. Állandó, nem vonuló faj.

## Megjelenése
Testhossza 21 centiméter, testtömege 28–36 gramm.
|  |  |

## Életmódja
Ízeltlábúakkal, főleg rovarokkal táplálkozik, de gyümölcsöket és magvakat is fogyaszt.

## Természetvédelmi helyzete
Az elterjedési területe rendkívül nagy, egyedszáma viszont csökken, de még nem éri el a kritikus szintet. A Természetvédelmi Világszövetség Vörös listáján nem fenyegetett fajként szerepel.